# Mecodina rufipalpis
Mecodina rufipalpis là một loài bướm đêm trong họ Erebidae.